# 라파엘 로페스 알리아가

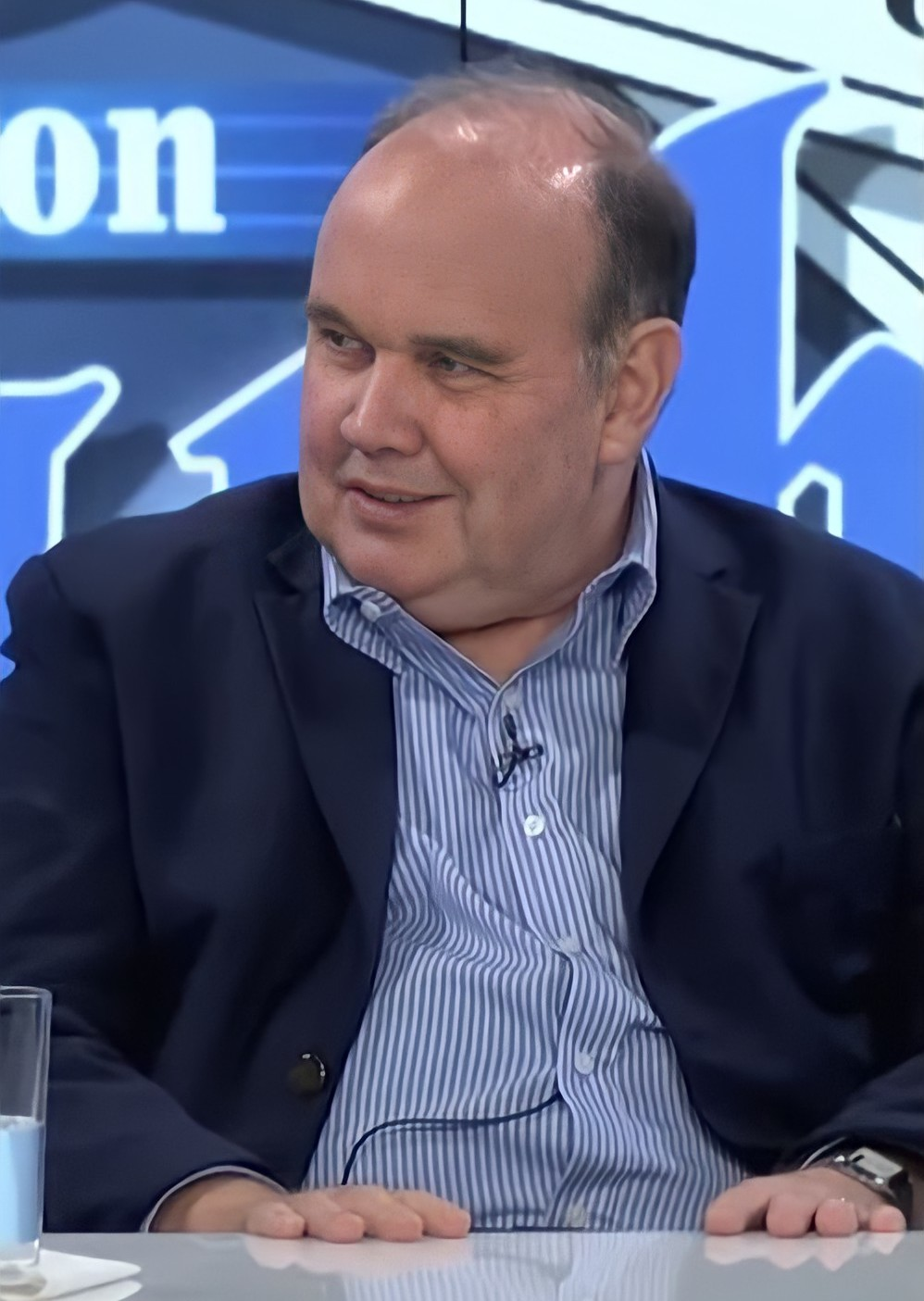

라파엘 베르나르도 로페스 알리아가 카초를라(스페인어: Rafael Bernardo López Aliaga Cazorla, 1961년 2월 11일 ~ )는 페루의 사업가, 정치인이다. 페루의 대표적인 보수주의자인 그는 2021년 대선에 대중혁신당 후보로 출마했으나 3위로 낙선했다. 일전에 그는 국민연대당의 총서기, 대표 등을 지냈으며, 2020년 10월 대중혁신당으로 재창당한 이후 현재까지 당을 이끌고 있다.

## 역대 선거 결과
| 선거명      | 직책명        | 대수 | 정당       | 1차 득표율 | 1차 득표수  | 2차 득표율 | 2차 득표수 | 결과 | 당락 |
| ----------- | ------------- | ---- | ---------- | ---------- | ----------- | ---------- | ---------- | ---- | ---- |
| 2021년 선거 | 페루의 대통령 | 63대 | 대중혁신당 | 11.75%     | 1,692,279표 |            |            | 3위  | 낙선 |